# Amor sacro e amor profano
Amor sacro e amor profano, também chamado Vênus e a donzela, é um quadro a óleo de Ticiano, pintado por volta de 1515.
A tela recolhe uma cena com três figuras: duas mulheres e uma criança em redor de uma fonte de pedra ricamente decorada, situados em uma paisagem iluminada por uma posta de sol. As mulheres, de beleza renascentista, são de características similares, tendo-se acreditado ocasionalmente que se tratava da mesma pessoa.

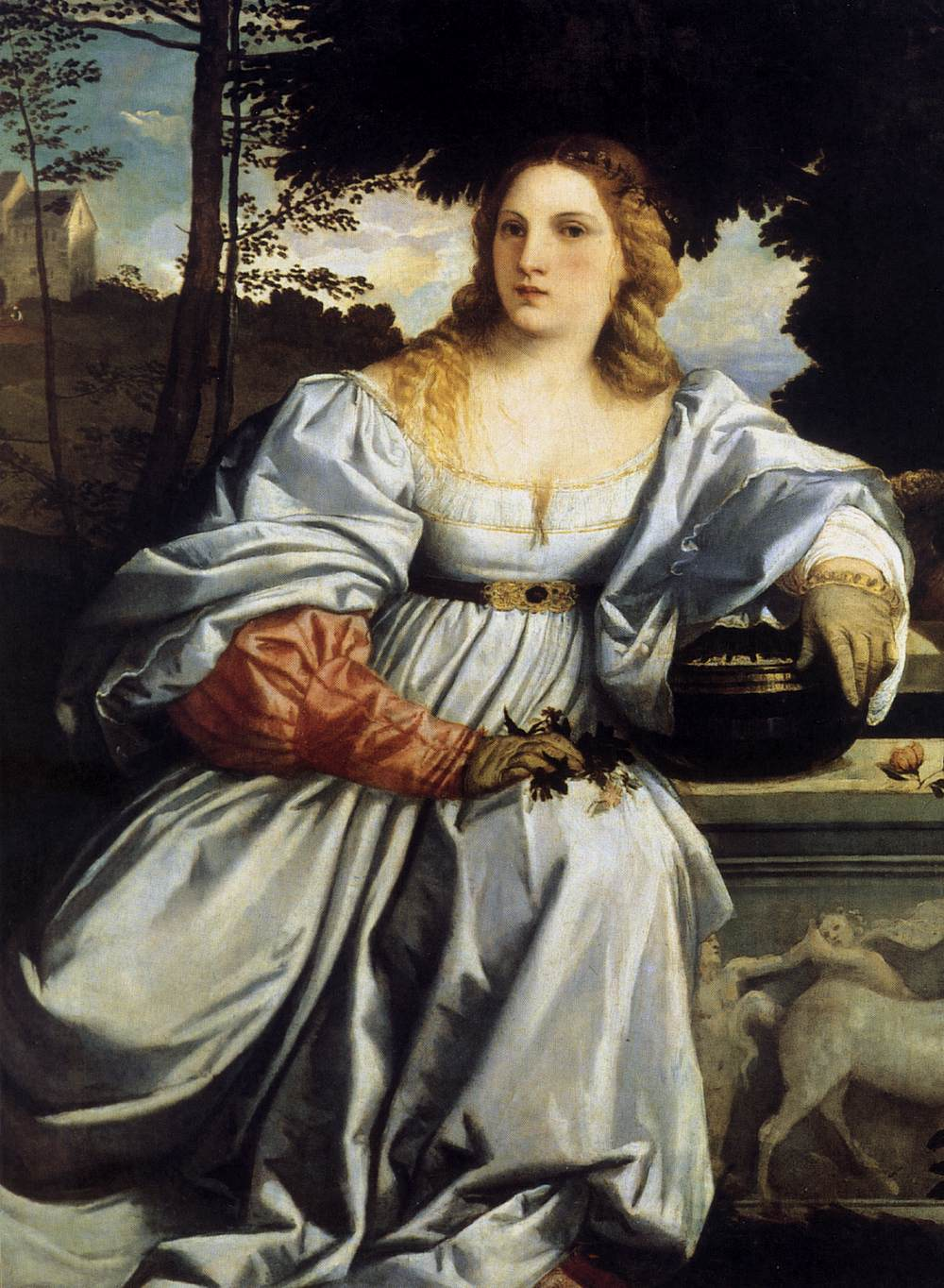
Pormenor do quadro

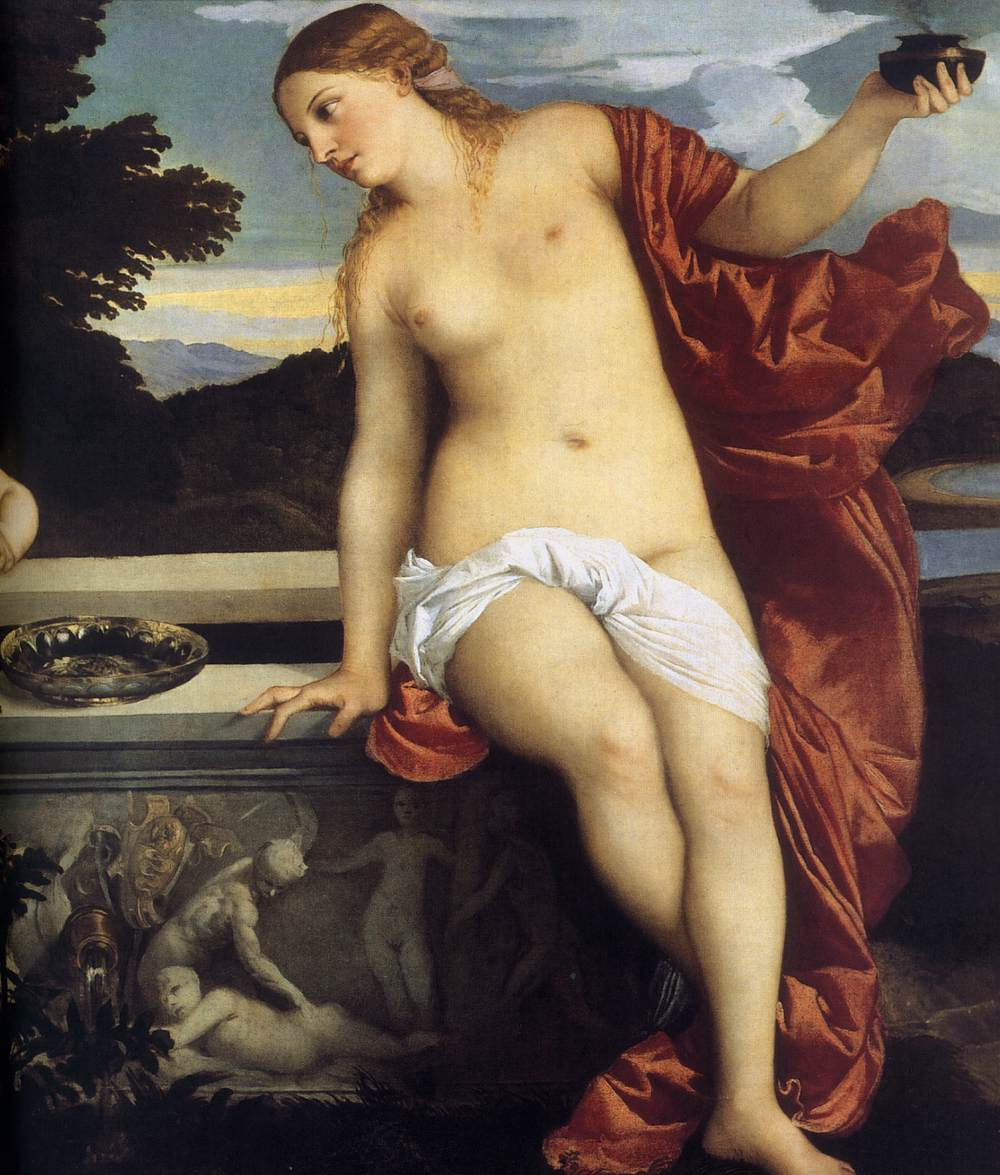
Pormenor do quadro

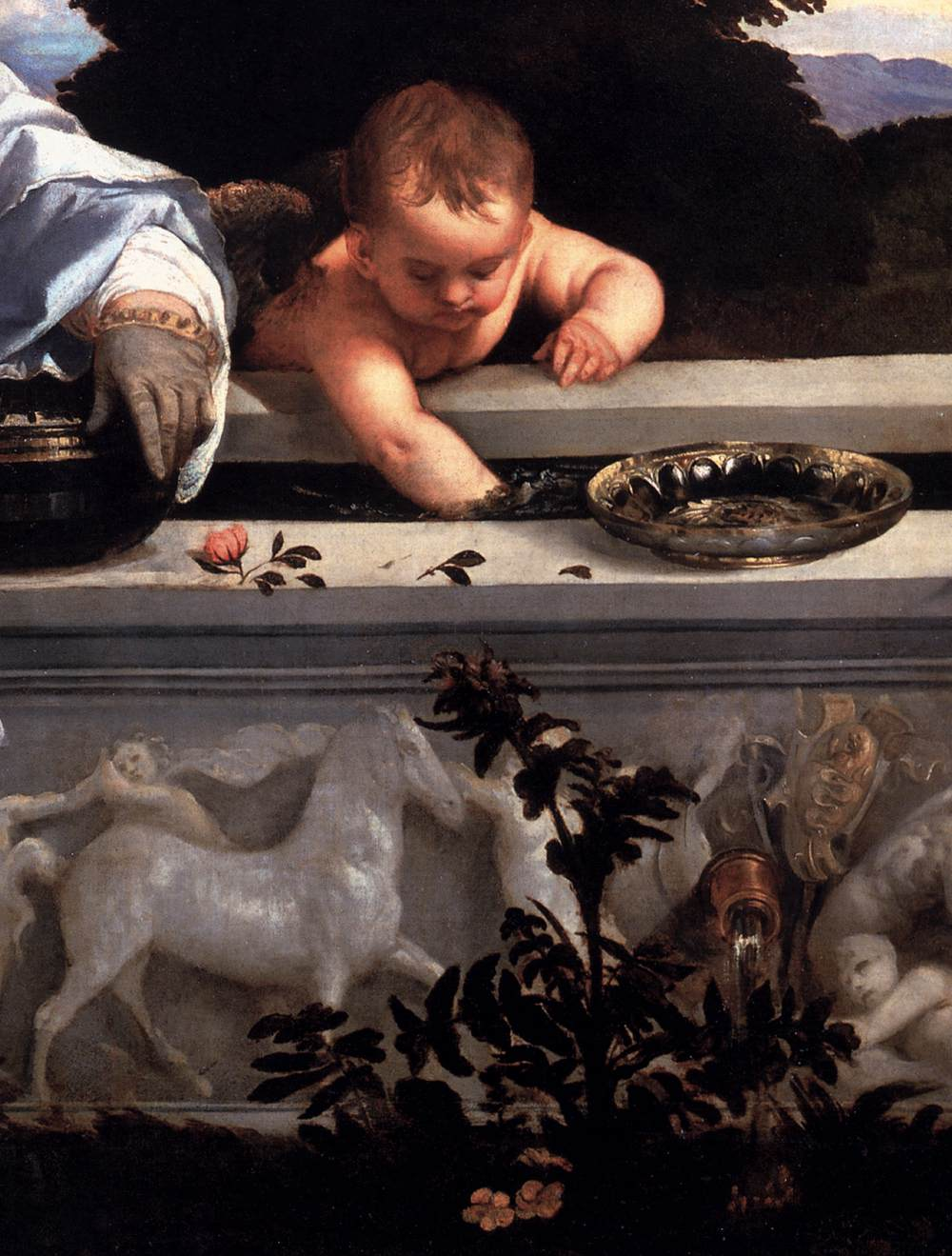
Pormenor do quadro

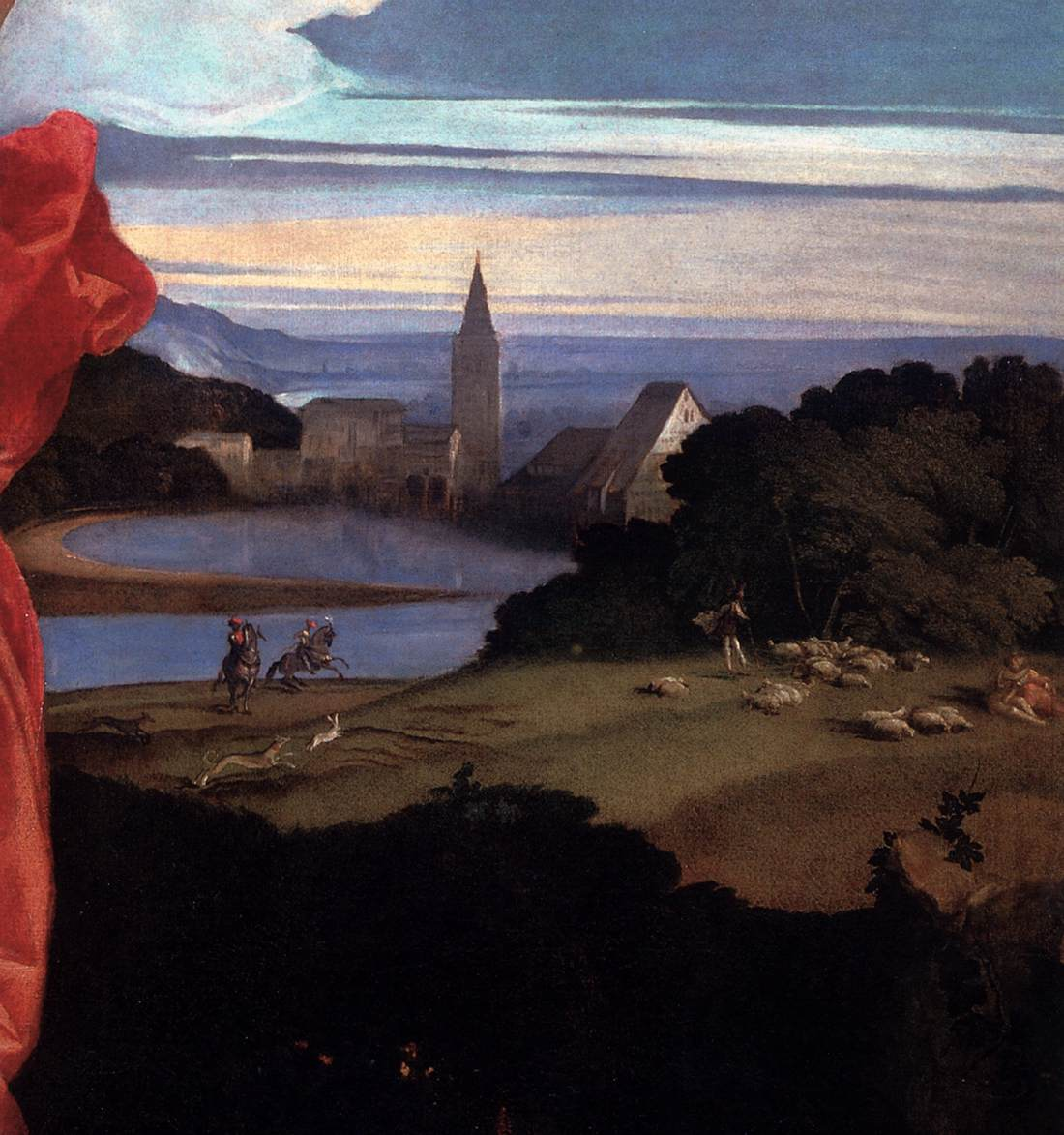
Pormenor do quadro

## História do quadro
O quadro foi encarregue por Nicolò Aurelio, secretário do Conselho dos Dez de República de Veneza, cujo escudo de armas aparece na fonte ou sarcófago do centro da imagem. A encomenda coincide com o seu matrimônio com a jovem viúva Laura Bagarotto, pelo qual pôde ser um presente de casamento.
Representa uma cena com uma donzela vestida luxosamente (provavelmente de noiva) sentada junto a Cupido e sendo assistida pela deusa Vênus. Vários pormenores sugerem que a mulher é possivelmente uma noiva: o seu cabelo solto decorado com uma coroa de murta (planta sagrada de Vênus), o véu transparente sobre os seus ombros, as rosas na sua mão direita, e o cinto (símbolo da castidade). A figura vestida segura nas suas mãos uma vasilha cheia de ouro e gemas, que simbolizam "a efêmera felicidade da Terra" e a deusa, despida, sustém uma lamparina com a chama ardente de Deus, a qual simboliza "a felicidade eterna do Céu". É uma cena alegórica influenciada pela concepção neoplatônica renascentista, típica de Marsilio Ficino, segundo a qual a beleza terreal é um reflexo da beleza celeste e a sua contemplação é um prelúdio da sua consecução ultraterrena.
O título, de caráter moralista, não foi dado pelo próprio Ticiano, mas foi dado pelo menos dois séculos depois. No catálogo Borghese teve diferentes nomes: Beleza sem ornamento e beleza ornamentada (1613), Três amores (1650), Mulher divina e profana (1700), e, finalmente, Amor sacro e amor profano (1792 e 1833). A primeira menção da obra com o nome Amor profano e amor divino acontece no inventário de 1693, embora os críticos contemporâneos desacreditem a teoria de que se tratem das personificações dos conceitos neoplatônicos de amor sacro e amor profano.
A obra foi comprada em 1608 pelo mecenas da arte Scipione Borghese, devido ao qual atualmente é exibida junto a outras peças da Coleção Borghese na Galeria Borghese em Roma. Em 1899, o magnata financeiro Nathaniel Anselm von Rothschild realizou uma oferta de compra da tela por 4 milhões de liras, que foi recusada.
Em 1995 a pintura foi restaurada, e durante este processo revelou-se que o manto branco da figura semi-desnuda era originalmente de cor vermelha.

## Interpretação da cena
A interpretação tradicional dos historiadores, encabeçada por Erwin Panofsky, faz referência a uma cena fundamentada nos conceitos do neoplatonismo renascentista de amor humano (Venus Vulgaris) em contraposição do amor divino (Venus Coelestis). Este contraste entre o terreno e o sublime foi enfatizado pela qualidade moralista da paisagem de fundo. Na parte esquerda da obra jaz uma cidade fortificada e duas lebres, e na direito incorpora-se à paisagem uma igreja, uma lebre perseguida por um cão, e um casal flertando. Contudo, há outras teorias sobre o significado da tela.
O historiador da arte alemão Walter Friedländer indicou as similaridades com a obra de Francesco Colonna intitulada Hypnerotomachia Poliphili e propõe que as duas figuras femininas representam Pólia e Vênus, as duas personagens femininas do conhecido romance de 1499. Sugere este estudioso que foi o erudito Pietro Bembo que idealizou esta cena alegórica.
Em 1895, o crítico Wickloff indicou que Amor sacro e amor profano está inspirado na Argonáutica de Valério Flaco e plasma a cena na que Vênus persuade Medeia. Gerseffeld, pela sua vez, opinou que se poderia tratar de um retrato de Violante, a filha de Palma, o Velho, e amante de Ticiano, caracterizada como a deusa romana.